# Bonthe
Bonthe est une ville de la province du Sud, en Sierra Leone. C'est le chef-lieu de l'Île Bonthe.

## Source
- (en) Cet article est partiellement ou en totalité issu de l’article de Wikipédia en anglais intitulé « Bonthe » (voir la liste des auteurs).